# Zambrów
Zambrów (udtale: [ˈzambruf]) er en by  i den østlige del af voivodskabet Podlaskie i det nordøstlige Polen,  med   21.351(2021)  indbyggere og et areal på 19,02 km².  Den  er administrationsby i powiatet (amt) Zambrów.

## Historie
Navnet på byen kommer fra udtrykket ząbr, som betyder et sted, hvor żubry (europæisk bison) samles.
Den første omtale af byen kommer fra 1283, hvor byen var ejet af masoviske hertuger af Piast-dynastiet i det fragmenterede Polen, og den fik sine bylove (Kulmer lov) i 1430. Den største udvikling af byen kom i løbet af det 15. og 16. århundrede. I midten af det 17. århundrede bragte Karl 10. Gustavs polske krig  en ende på byens velstand, da en stor del af den blev ødelagt.
Den blev annekteret af Preussen i Polens tredje deling i 1795. I 1807 blev det genvundet af polakkerne og inkluderet i det kortvarige Hertugdømmet Warszawa, og efter dets opløsning i 1815 blev den en del af den russiske del af Polen. Under både januar- og novemberopstanden mod Rusland var der i området   kampe mod russiske styrker. Zambrów var også stedet for polske demonstrationer og sammenstød med russiske soldater efter massakrerne på polske demonstranter begået af russerne i Warszawa i 1861. Som et resultat af forfølgelser fra det tsarriget blev byen frataget sine byrettigheder i 1870, og to russiske infanteriregimenter blev stationeret i byen. Under hele Første Verdenskrig var området igen ude  for meget ødelæggelse. Den polske 1. legions infanteriregiment under kommando af Edward Rydz-Śmigły blev stationeret i byen i løbet af 1917. Efter at Polen genvandt sin uafhængighed, blev byrettighederne genoprettet i 1919.

### Zambrów-massakren
Zambrów-massakren var en krigsforbrydelse, der fandt sted natten mellem den 13. og 14. september 1939. Det var en af de største krigsforbrydelser fra den tyske Wehrmacht under invasionen af Polen. I løbet af den nat blev den provisoriske krigsfangelejr i Zambrów forstyrret af en række paniske heste og mere end 200 polske soldater, der forsøgte at bevæge sig af vejen, blev skudt ned af tyske vagtposter. Nogle vidner sagde senere, at hestene med vilje var blevet sluppet løs i lejren af de tyske vagtposter, som brugte hændelsen som et påskud for at massakrere fangerne.